# 線籃

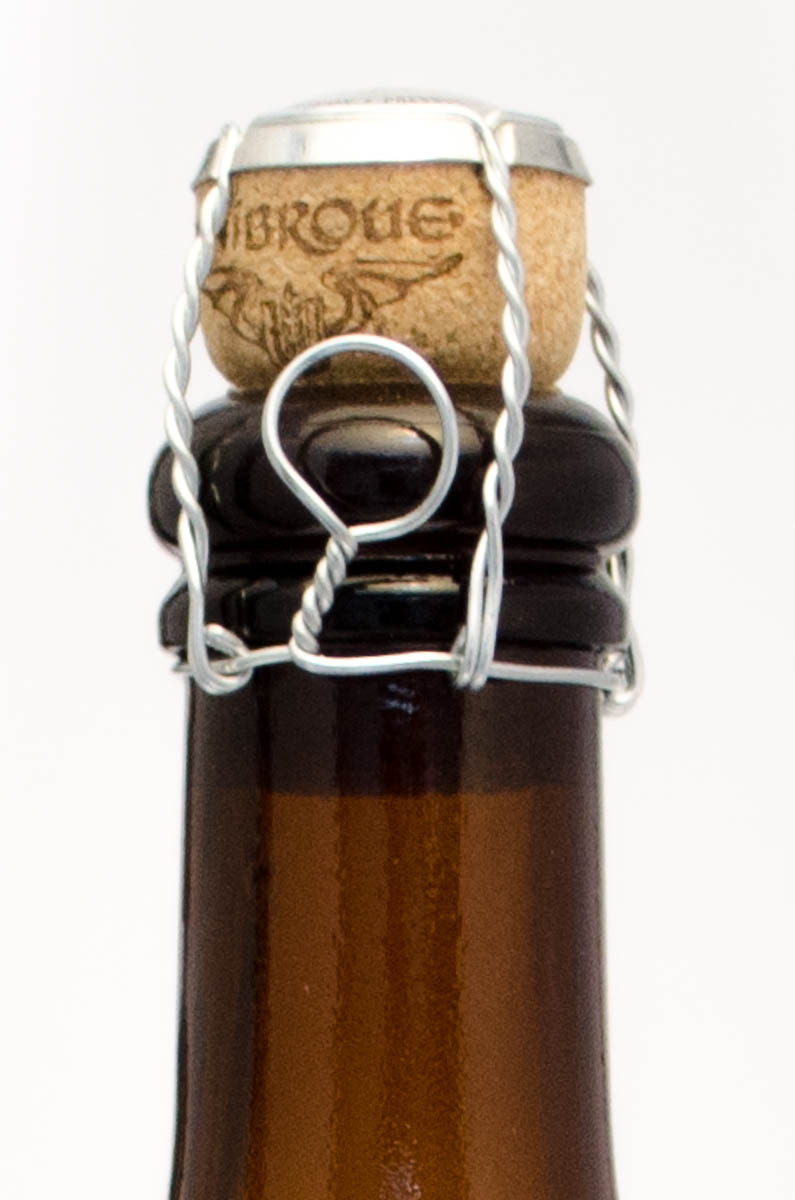
軟木塞和未打開的線籃

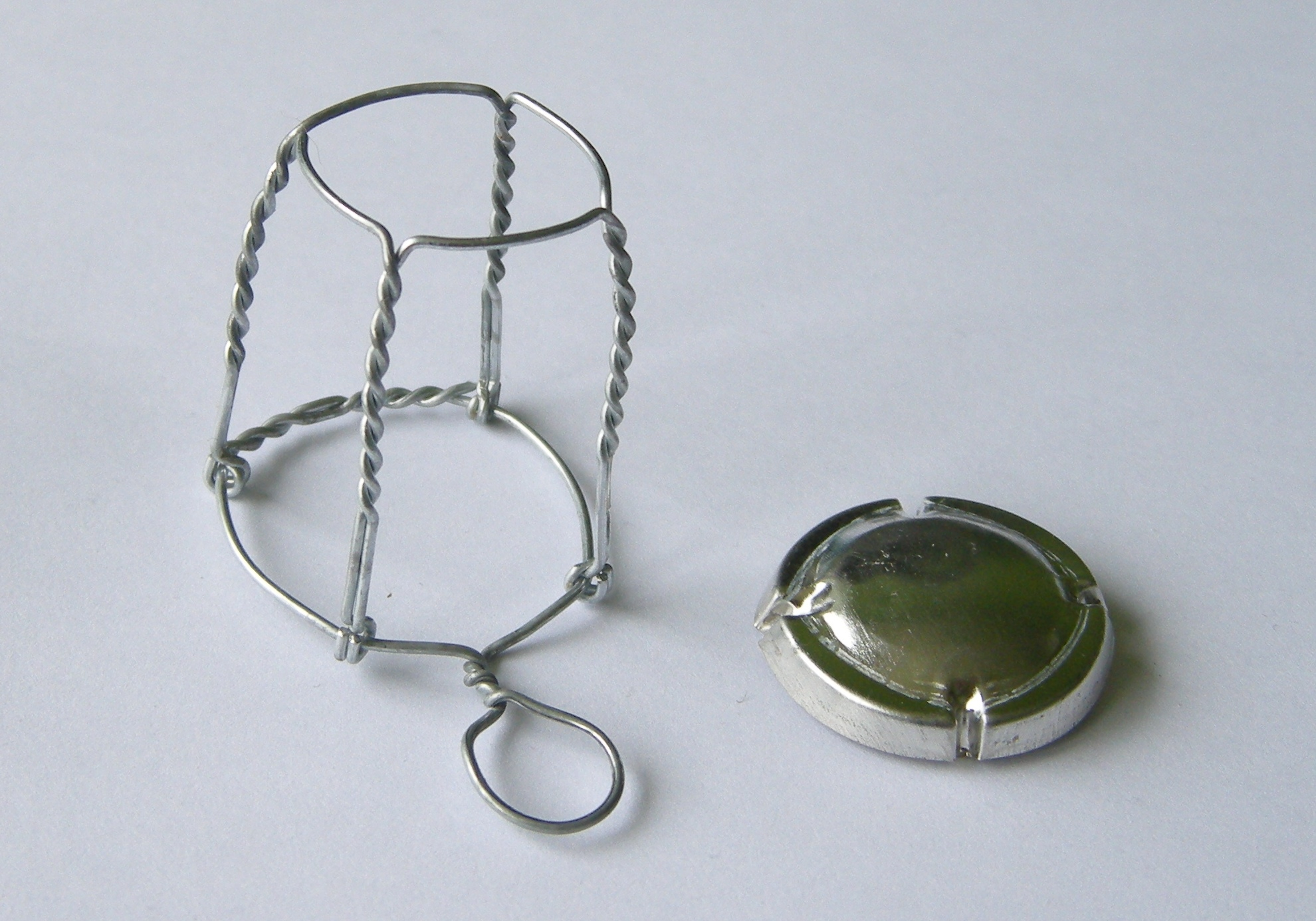
打開的線籃

線籃指的是用於香檳、氣泡酒和啤酒瓶蓋周圍的金屬絲網。由於酒瓶內的二氧化碳氣體作用可能會頂飛瓶蓋，線籃常用來起固定作用。

## 歷史
一開始香檳只是用蠟和油布來密封瓶塞， 這種辦法并不能完全防止瓶塞鬆動或被頂開。1844年Adolphe Jaqueson發明了用鐵絲固定瓶塞的方法，但這種早期的線籃開關都並不方便。 經過進一步發展才形成了現在的樣子。
一般線籃需要擰六圈半才能打開。 現在的線籃已有各種各樣的樣式了， 一些特製的線籃上會印有製造人的印章以及年份等信息以適應線籃收藏市場的需求。